# Diane Legault
Pour les articles homonymes, voir Legault.
Diane Legault, née le 21 juillet 1956 à Montréal, est une dentiste et femme politique québécoise. Elle est députée libérale de la circonscription provinciale de Chambly de 2003 à 2006.

## Biographie

### Études et jeunesse
Elle obtient son diplôme collégial au Collège Jean-de-Brébeuf en 1975 et son doctorat en médecine dentaire à l'Université de Montréal en 1979 à l'âge de vingt-deux ans. Elle ouvre par la suite son propre cabinet dans la région de l'Estrie à Knowlton pour y exercer la profession de dentiste. Ensuite, elle poursuit sa carrière dans le domaine de l'administration. Elle reçoit une maîtrise en gestion d'affaires à l'Université de Sherbrooke en 1995.

### Carrière politique
En 2003, elle s'engage en politique active au niveau provincial et elle défait Louise Beaudoin dans le comté de Chambly. À l'Assemblée nationale du Québec, elle sert dans la Commission de la culture et dans la commission des affaires sociales. Elle préside la commission spéciale pour le choix de l'emplacement du CHUM. Elle est aussi adjointe parlementaire au ministre de la santé et des services sociaux Philippe Couillard, ainsi qu'adjointe parlementaire à la ministre des Relations avec les citoyens et de l'Immigration, Michelle Courchesne.
Elle est récipiendaire, en 2005, de la Médaille de l'Assemblée nationale.

### Carrière professionnelle
Le 15 novembre 2006, elle démissionne de son poste de députée pour devenir présidente de l'Ordre des dentistes du Québec. Diane Legault est la première femme élue à ce poste. Elle préside l'Ordre des dentistes du Québec de 2006 à 2011 et elle agit comme conférencière dans plusieurs associations prestigieuses au Canada, en plus d'être membre de divers comités professionnels. Durant son mandat à l'Ordre des dentistes du Québec, elle développe un plan de modernisation des pratiques professionnelles en santé buccodentaire et elle négocie une entente de mobilité professionnelle avec la France et au sein de la fédération canadienne.
Diane Legault enseigne l'éthique clinique à l'Université McGill, elle reçoit un Fellow honorifique du Collège royal des dentistes du Canada et un Fellow de l'Académie dentaire du Québec, de l'Académie dentaire internationale et de l'Académie Pierre Fauchard. Elle est professeure invitée à la faculté de médecine dentaire de l'Université Laval depuis 2012.
En mai 2014, elle est élue présidente du Conseil interprofessionnel du Québec pour un mandat de deux ans.
En janvier 2016, elle est nommée directrice générale de la Fédération canadienne des organismes de règlementation dentaire (FCORD).
En 2018, elle est nommée par le gouvernement du Québec, présidente de l’Office des professions du Québec pour un mandat de cinq ans. Sous son leadership, l'Office aura notamment contribué à l'adoption par l'Assemblée nationale, de plusieurs projets de loi modernisant des lois professionnelles.